# Canadiens de Montreal

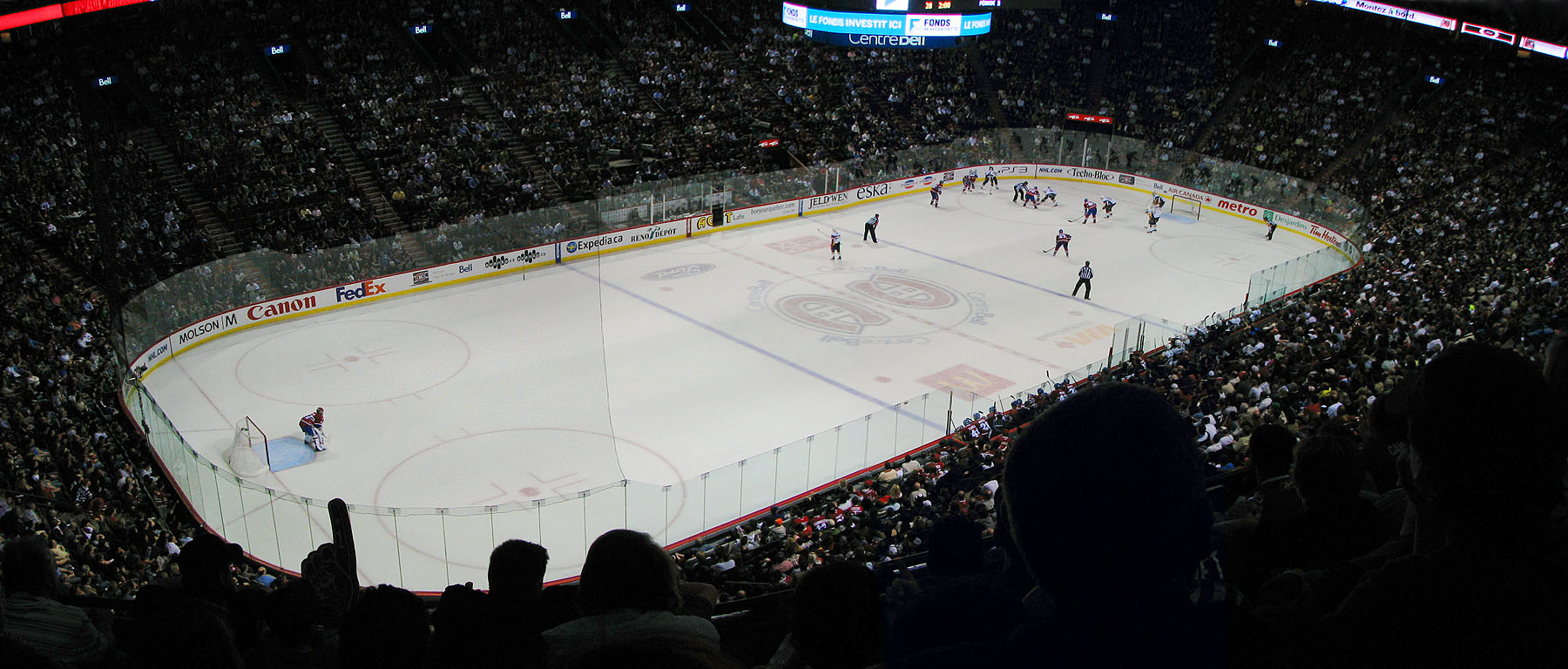
Imatge interior del Centre Bell, seu dels Montreal Canadiens.

Els Canadiens de Montreal (Les Canadiens de Montréal en francès, Montreal Canadiens en anglès), són un equip professional d'hoquei sobre gel de l'NHL. El seu nom oficial és le club de Hockey Canadien, i pels seus segidors, també són coneguts amb els noms de Le Bleu-Blanc-Rouge, La Sainte-Flanelle, Le Tricolore, Les Glorieux (o Nos Glorieux), Le Grand Club, Le CH, o, més sovint, Les Habitants (Habs).
L'equip juga a la Divisió Nord-est de la Conferència Est. La seva seu és el Centre Bell de Montreal i els seus colors són el vermell, el blanc i el blau. Juguen amb jersei vermell amb franges blaves i blanques amb pantalons blaus.

## Història

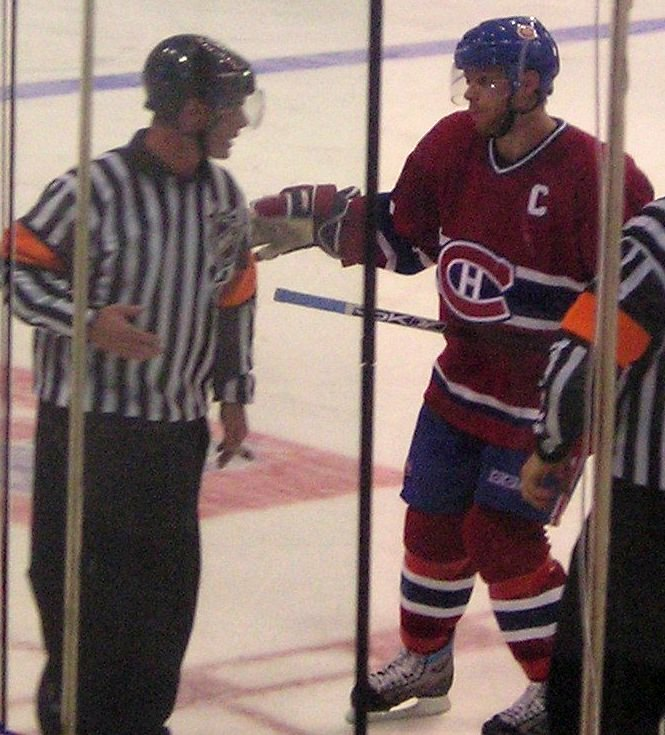
Equipació dels Montreal Canadiens.

Els Canadiens van ser fundats l'any 1909 —vuit anys abans de l'NHL— i per això són l'equip professional d'hoquei sobre gel més antic del món. Els equip van ser un dels fundadors de l'NHL el 1917 i són un dels Original Six (sis originals), els equips més històrics i antics de la lliga.
Els Canadiens són el millor equip de la història de l'NHL, ja que són l'equip que més títols ha guanyat: 24 Copa Stanley, 8 campionats de conferència i 22 campionats de divisió. El club va guanyar el seu primer títol el 1916. Els anys 1950, 1960 i 1970 van ser la seva millor època i és quan els Canadiens van guanyar la major part dels seus títols. Els Canadiens mentenen una gran rivalitat històrica amb els Toronto Maple Leafs que divideix els aficionats canadencs.

## Palmarès
- Campionats de Divisió (22): 1927-28, 1928-29, 1929-30, 1930-31, 1931-32, 1936-37, 1967-68, 1968-69, 1972-73, 1974-75, 1975-76, 1976-77, 1977-78, 1978-79, 1979-80, 1980-81, 1981-82, 1984-85, 1987-88, 1988-89, 1991-92, 2007-08
- Copa Stanley (24) :1915-16, 1923-24, 1929-30, 1930-31, 1943-44, 1945-46, 1952-53, 1955-56, 1956-57, 1957-58, 1958-59, 1959-60, 1964-65, 1965-66, 1967-68, 1968-69, 1970-71, 1972-73, 1975-76, 1976-77, 1977-78, 1978-79, 1985-86, 1992-93
- Campionats de Conferència (8): 1975-76, 1976-77, 1977-78, 1978-79, 1980-81, 1985-86, 1988-89, 1992-93